# Polissoir du Bois de la Charmille
Le polissoir du Bois de la Charmille est situé à Villeconin, dans le département français de l'Essonne.

## Protection
Le polissoir fait l’objet d’un classement au titre des monuments historiques depuis 1899.

## Caractéristiques
Le polissoir est une dalle de grès affleurant au niveau du sol, dans un chemin. Il mesure environ 1,70 m de longueur sur 1,50 m de large. Il comporte neuf rainures de polissage presque parallèles, une surface polie incluant quatre zones concaves dont une rainure évasée et trois autres cuvettes polies de forme oblongue. Les rainures ont été partiellement endommagées par le passage des roues des charrettes ou par martelage volontaire.